# Ciência e criações de Leonardo da Vinci

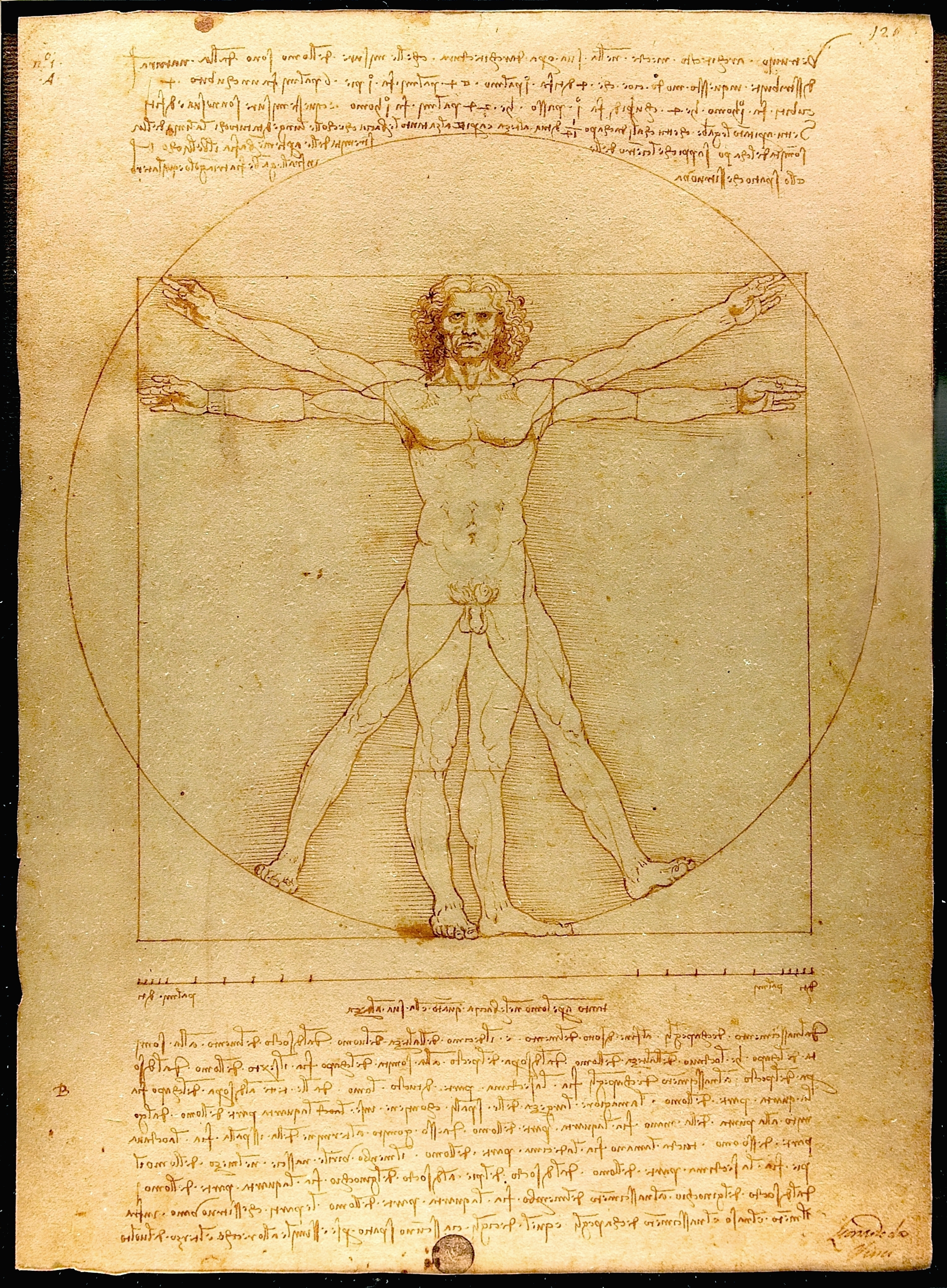
"Homem Vitruviano", de Leonardo da Vinci, é possivelmente o desenho mais conhecido no mundo

Como polímata, Leonardo da Vinci (1452–1519), embora melhor conhecido como o pintor da Mona Lisa e d'A Última Ceia, exibiu numerosas habilidades nas ciências e criações.

## Trabalho abrangente
Considerado a personificação do "Homem Renascentista", Da Vinci é comumente chamado de inventor, cientista e engenheiro. As áreas de estudo científico em que se debruçou inclui a aeronáutica, anatomia, astronomia, botânica, engenharia civil, química, geologia, geometria, hidrodinâmica, matemática, engenharia mecânica, óptica, física, pirotecnia e zoologia.
Embora todo o material de seus estudos científicos tenha se tornado conhecido somente nos últimos 150 anos, Da Vinci foi, durante toda a sua vida, contratado para a engenharia e teve de usar sua habilidade inventiva. Muitos dos seus desenhos, como os diques móveis que protegeriam Veneza de sua invasão, revelaram-se demasiados dispendiosos ou inviáveis. Outros de seus inventos entraram no mundo da produção precursora. Como engenheiro, Leonardo concebeu ideias muito à frente de seu tempo: conceitualmente, inventou um helicóptero, um tanque, a transmissão continuamente variável,  o uso de energia solar concentrada, uma calculadora, uma rudimentar teoria de tectónica de placas e de casco duplo; praticamente, avançou consideravelmente nos campos de conhecimentos da anatomia, astronomia, engenharia civil, óptica, e no estudo da água (hidrodinâmica).
Seu desenho mais famoso, o Homem Vitruviano, é um estudo das proporções do corpo humano, ligando arte e ciência numa obra singular que representa o Humanismo Renascentista.

## Abordagem com a investigação científica

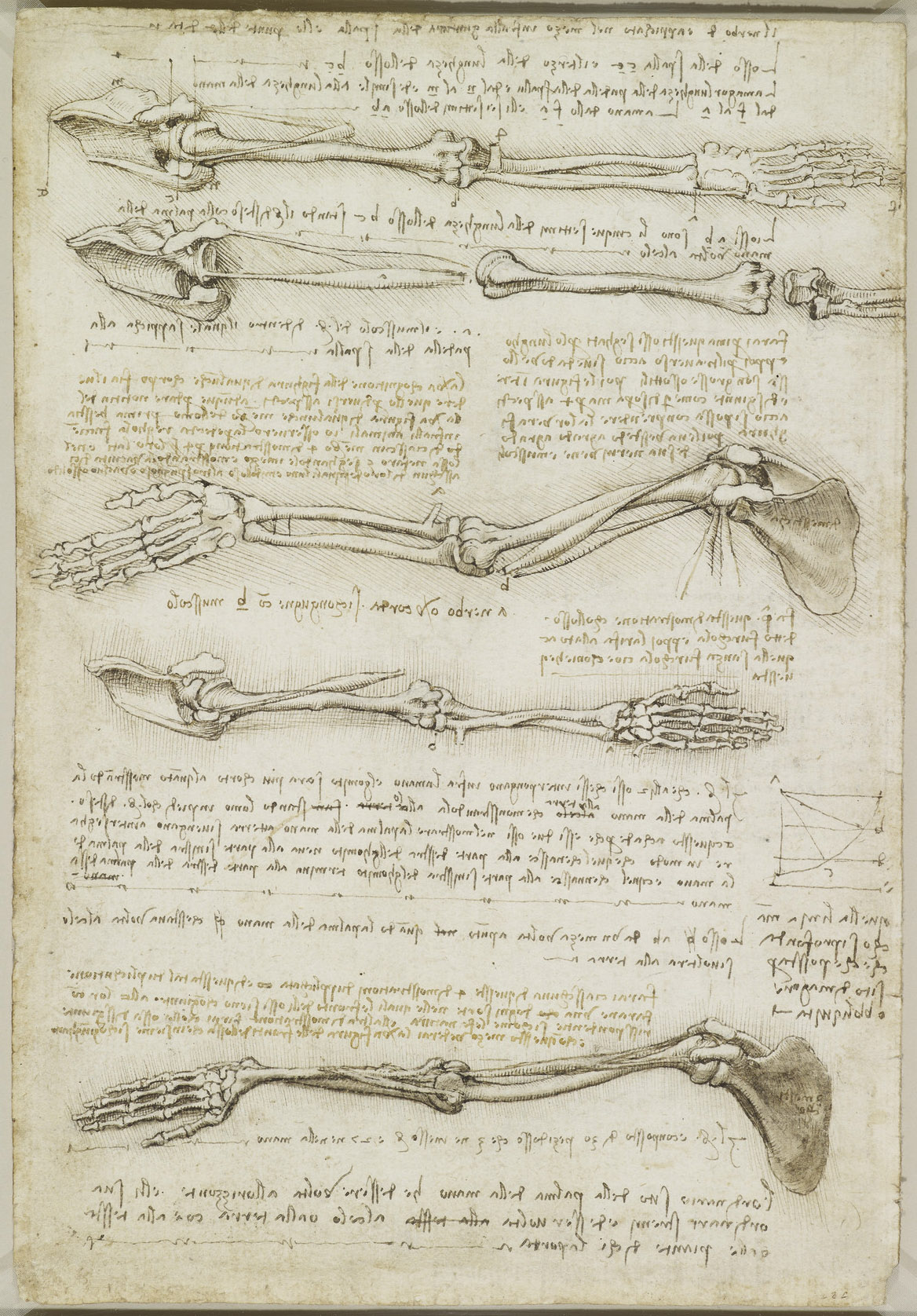
Investigando o movimento do braço

Durante a Renascença, o estudo da arte e a ciência não era considerado mutualmente exclusivo; bem ao contrário, era visto informando um ao outro. Apesar do treino do Leonardo ser primariamente o de um artista, foi em grande parte através da sua abordagem científica com a arte de pintura e o desenvolvimento de um estilo que juntou seu conhecimento científico com sua habilidade única de recriar o que ele via que criou as incríveis obras de arte que lhe deram fama.
Como um cientista, Leonardo não teve educação formal em Latim e matemática e não atendeu a universidade. Por causa desses fatores, seus estudos científicos foram em grande parte ignorados por outros acadêmicos. Sua abordagem com a ciência era uma de observação intensiva e gravação detalhada, tendo como ferramentas de investigação, quase que exclusivamente, seus olhos. Seus diários demonstram seu processo investigativo.
Como pesquisador, Leonardo dividiu a natureza e seus fenômenos em segmentos cada vez menores, concretamente com facas e instrumento de medição, intelectualmente com fórmulas e números, para extrair seus segredos. Quanto menor as partículas, funciona a hipótese; o mais perto se chegará da solução dos enígmas.
Uma análise recente e exaustiva do Leonardo como um cientista foi realizada por Fritjof Capra, e argumenta que Leonardo era, fundamentalmente, um tipo de cientista diferente de Galileu, Newton e outros cientistas que o seguiram, com sua teorização e criação de hipóteses integrando as artes e particularmente a pintura. Capra vê as visões integradas e holísticas únicas de Leonardo como o fazendo um líder dos sistemas modernos de teorização e escolas de pensamento complexas.

### Luz

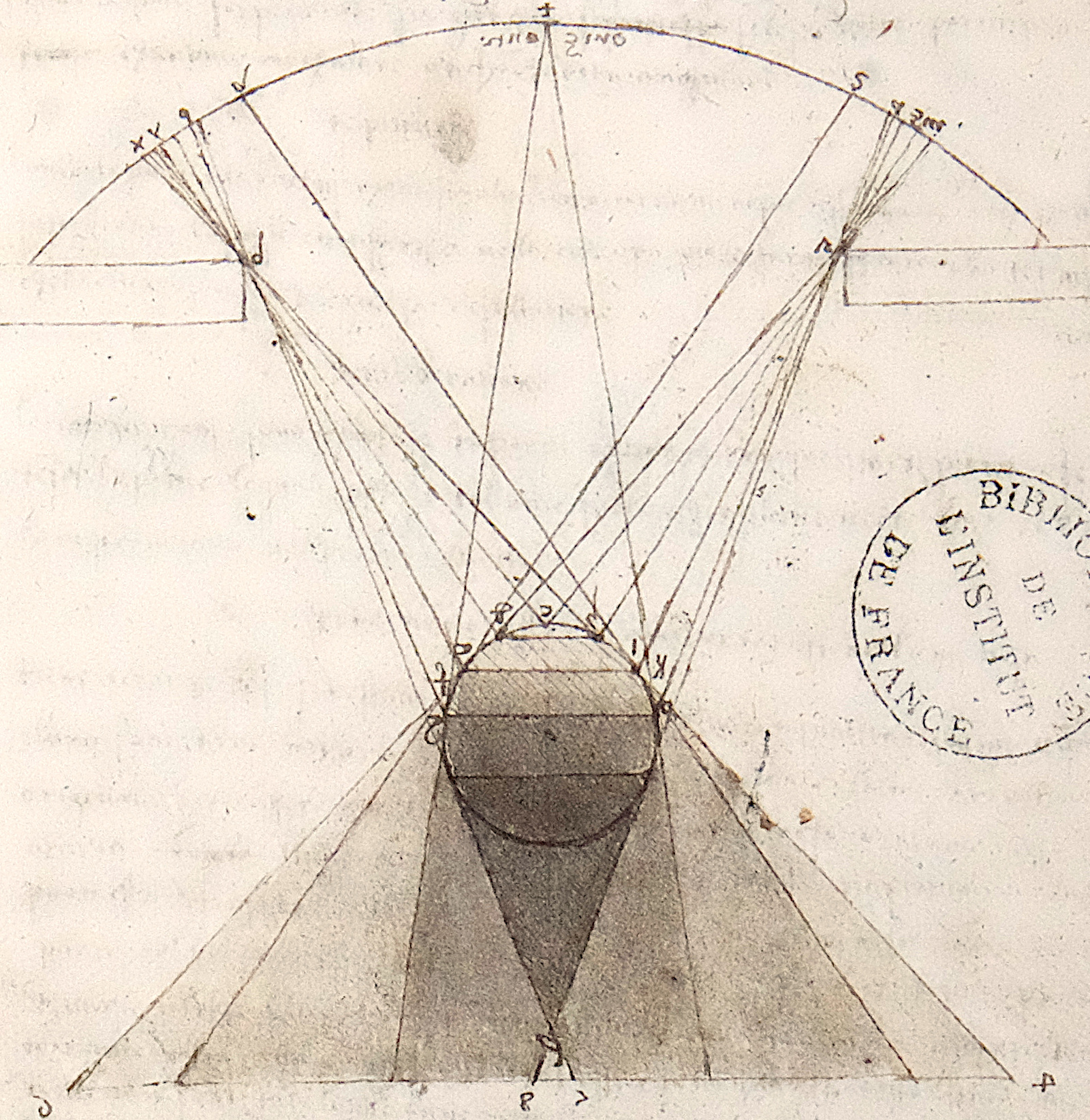
Estudo da graduação de luz e sombra

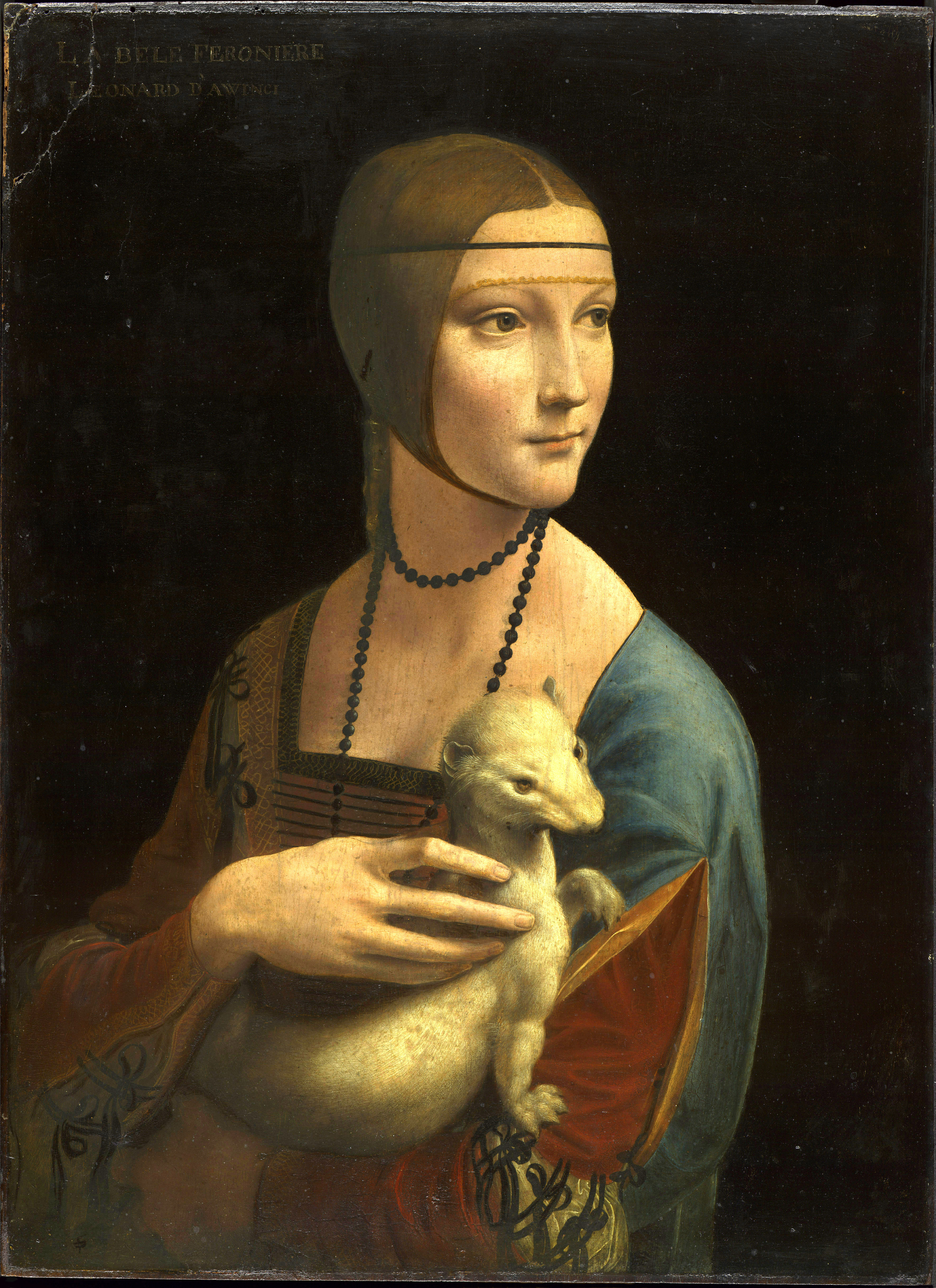
Dama com Arminho

### Anatomia humana

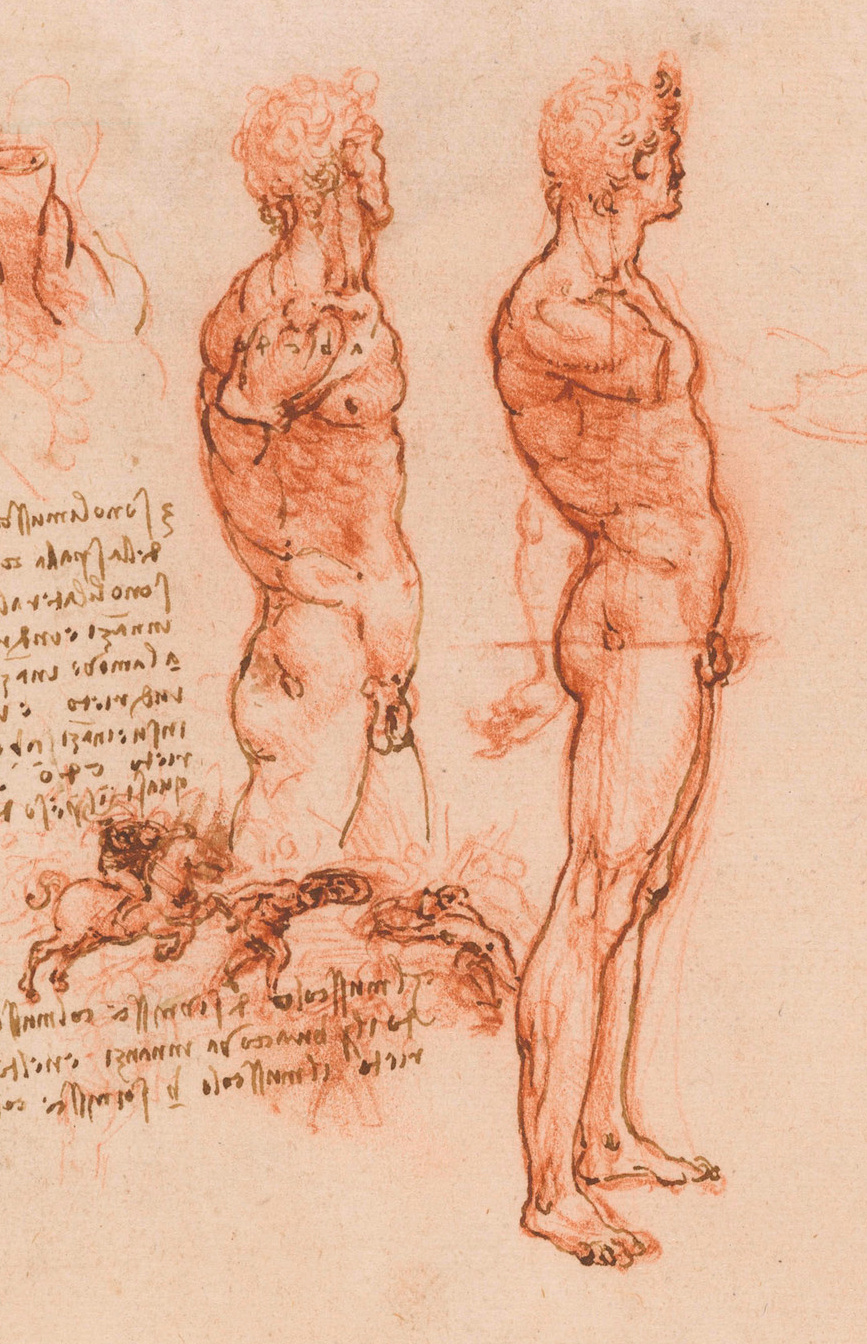
Dois estudos anatômicos

### Anatomia comparativa

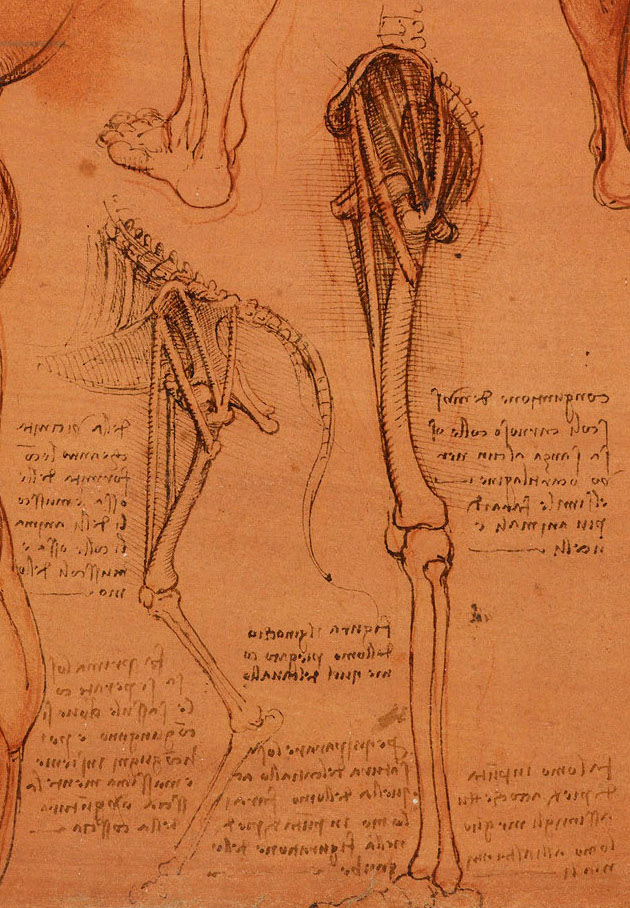
Comparação anatômica entre a perna de um cachorro e um homem

### Botânica

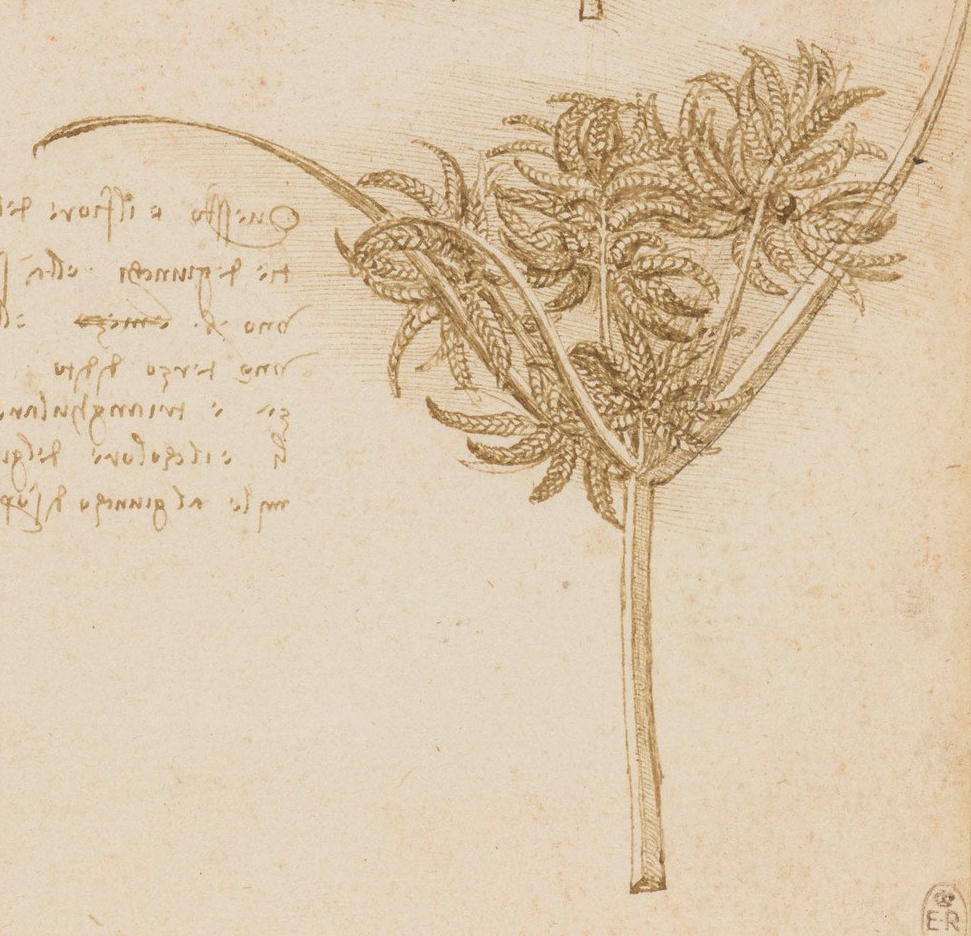
Desenho de um exemplar de junco

### Geologia

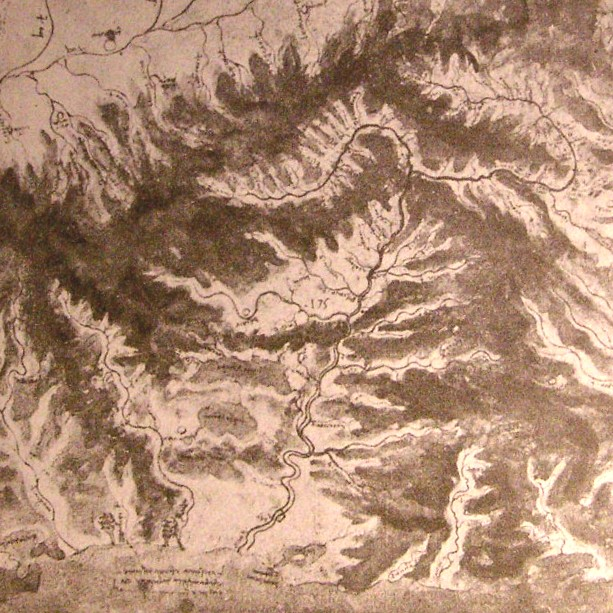
Um mapa topográfico

### Cartografia

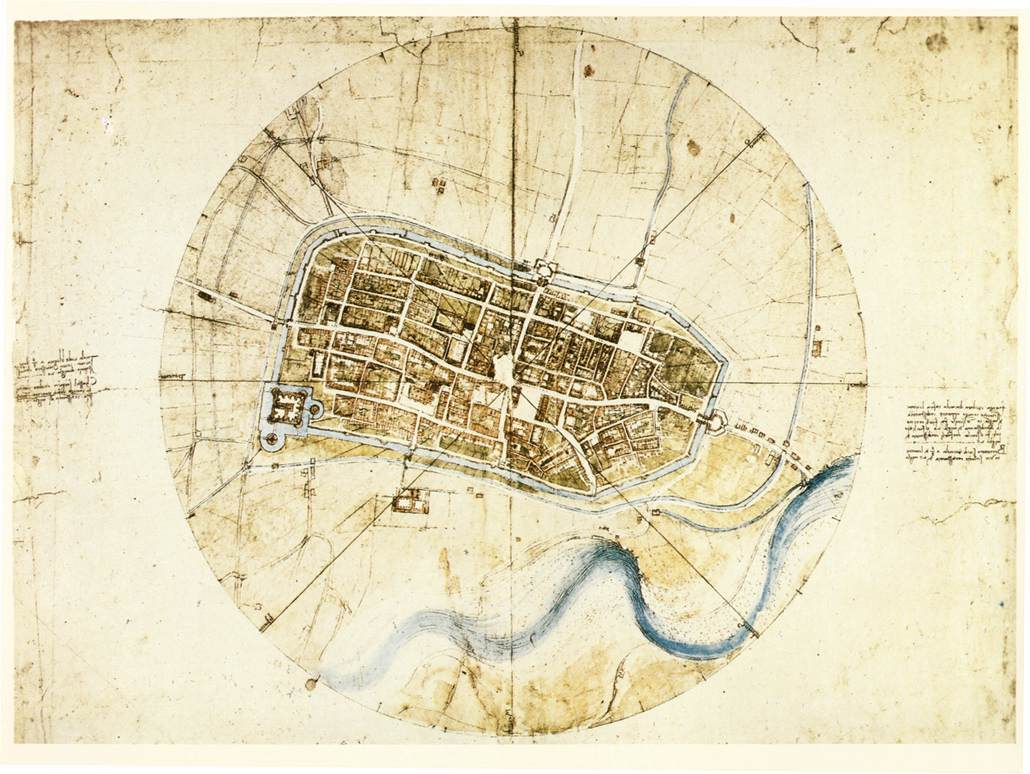
Mapa bastante preciso de Imola

### Hidrodinâmica

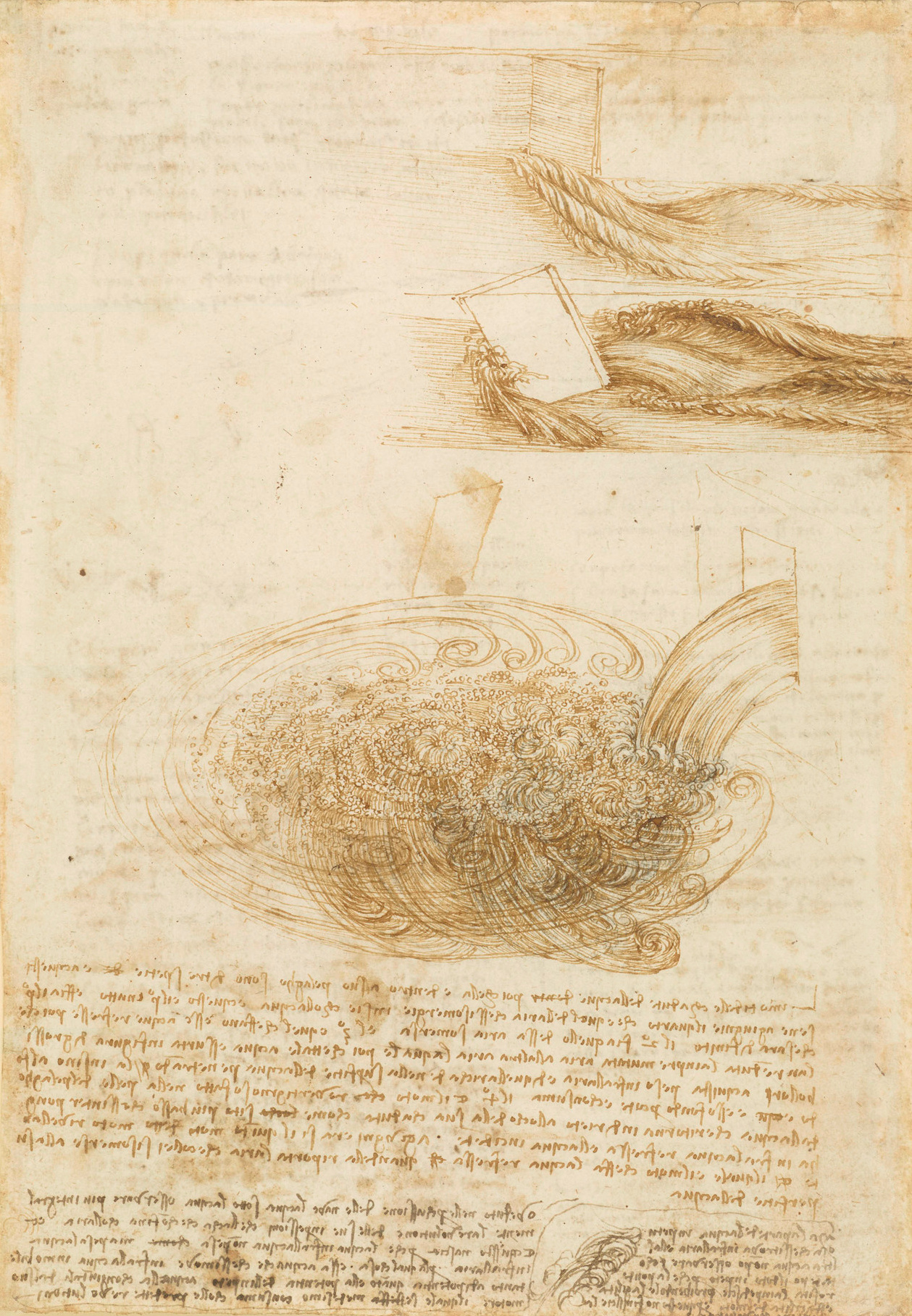
Estudo da água ultrapassando obstáculos

### Perspectiva

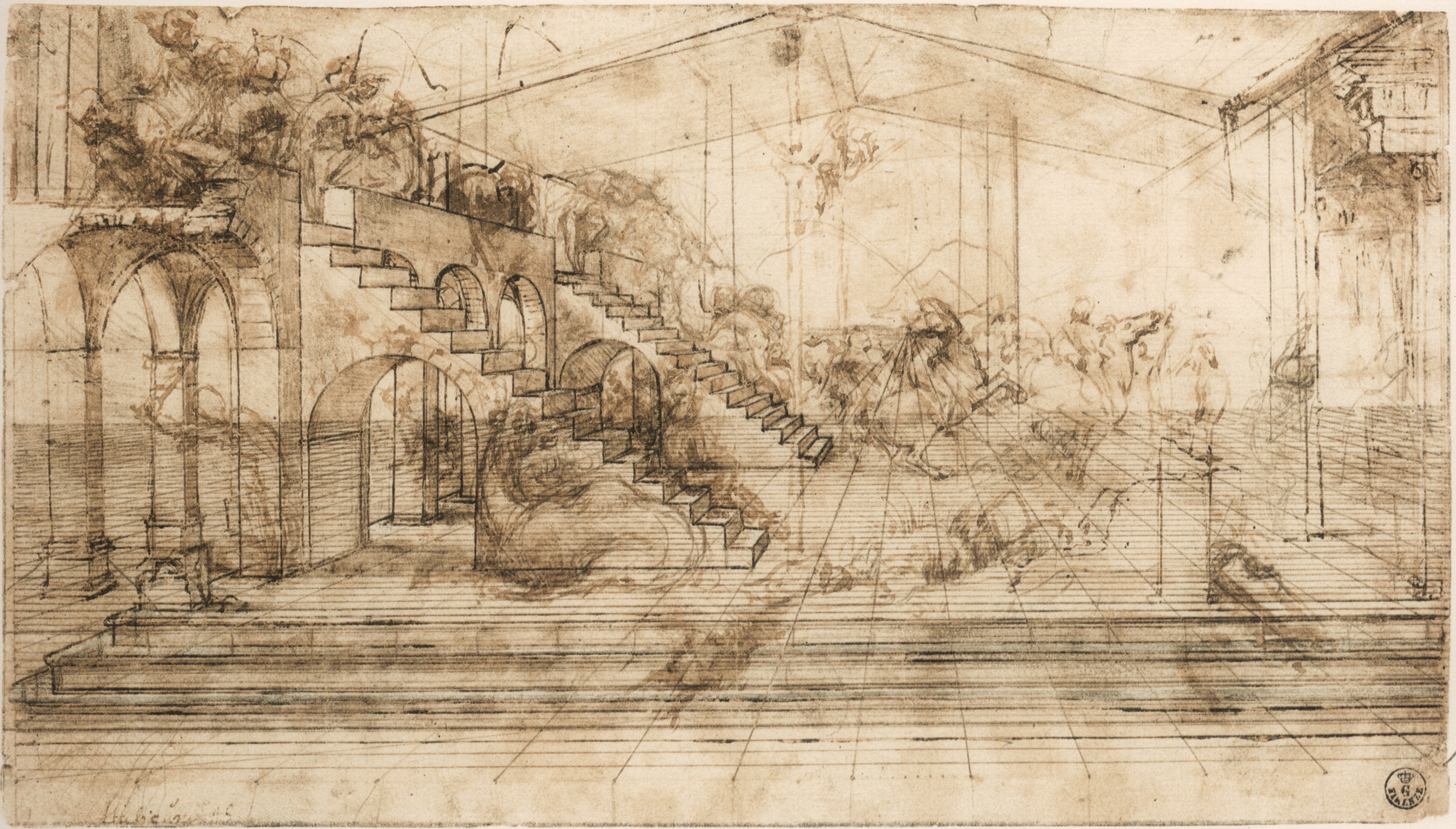
Rascunho em perspectiva de um templo

### Geometria

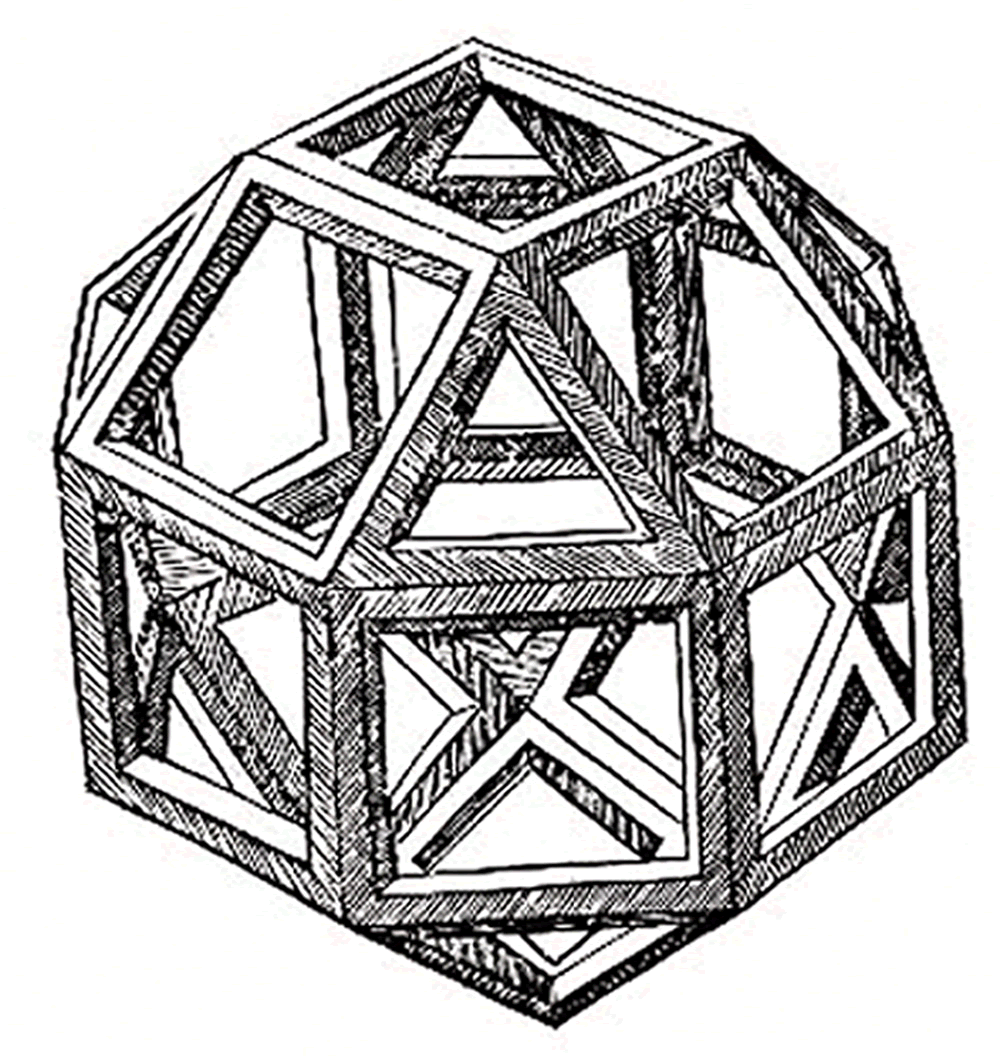
Projeto de um poliedro

### Pontes e hidráulica

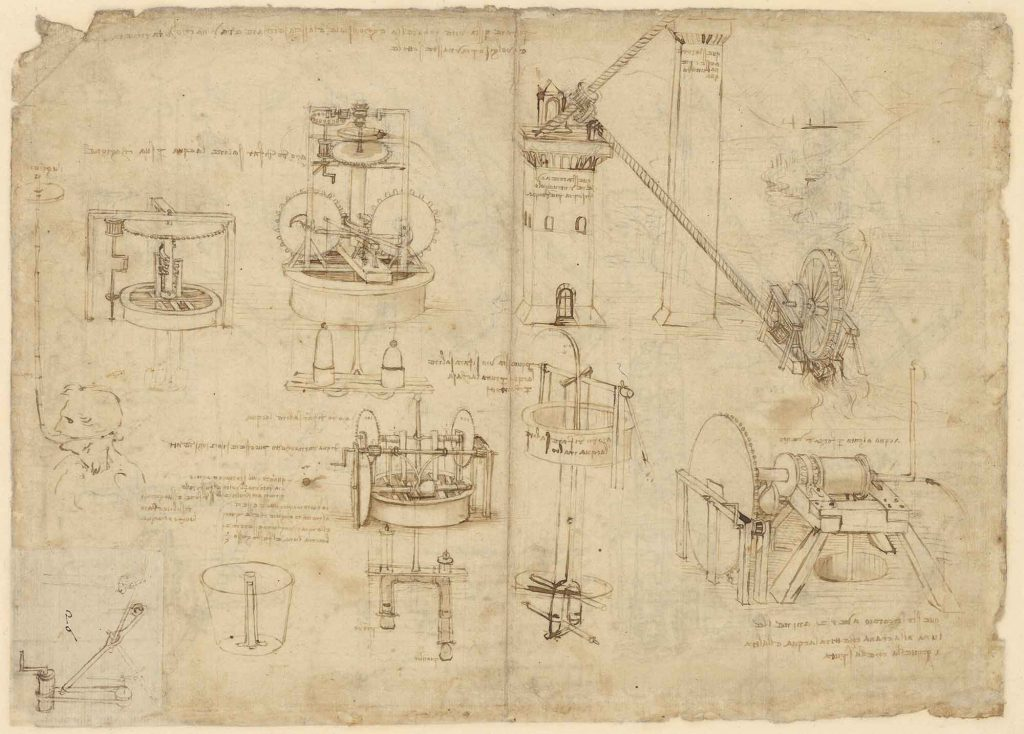
Várias máquinas hidráulicas

### Máquinas de guerra

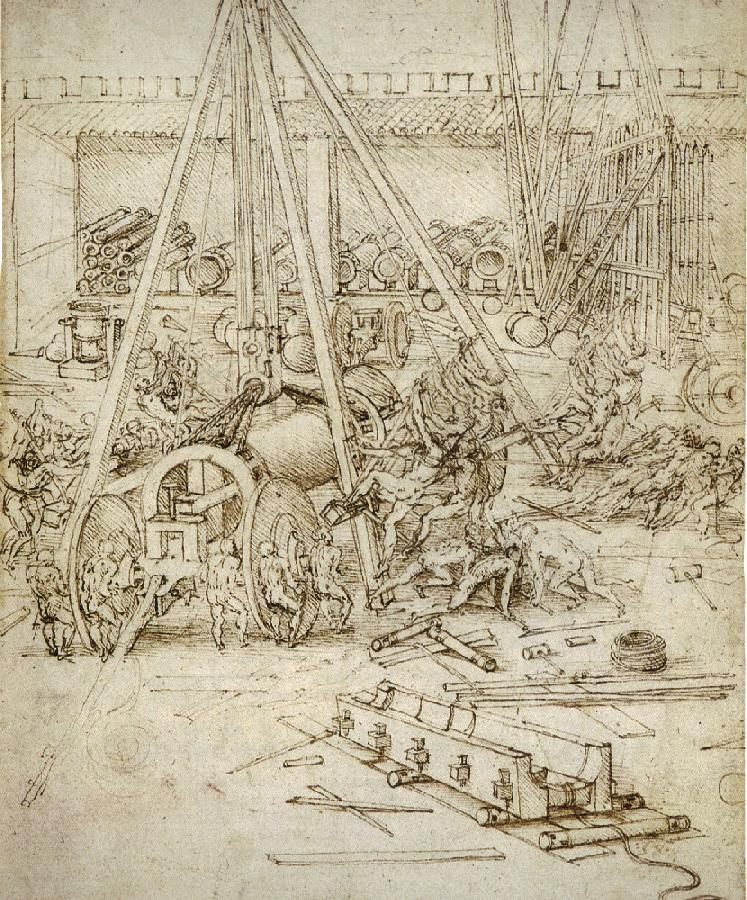
Um arsenal

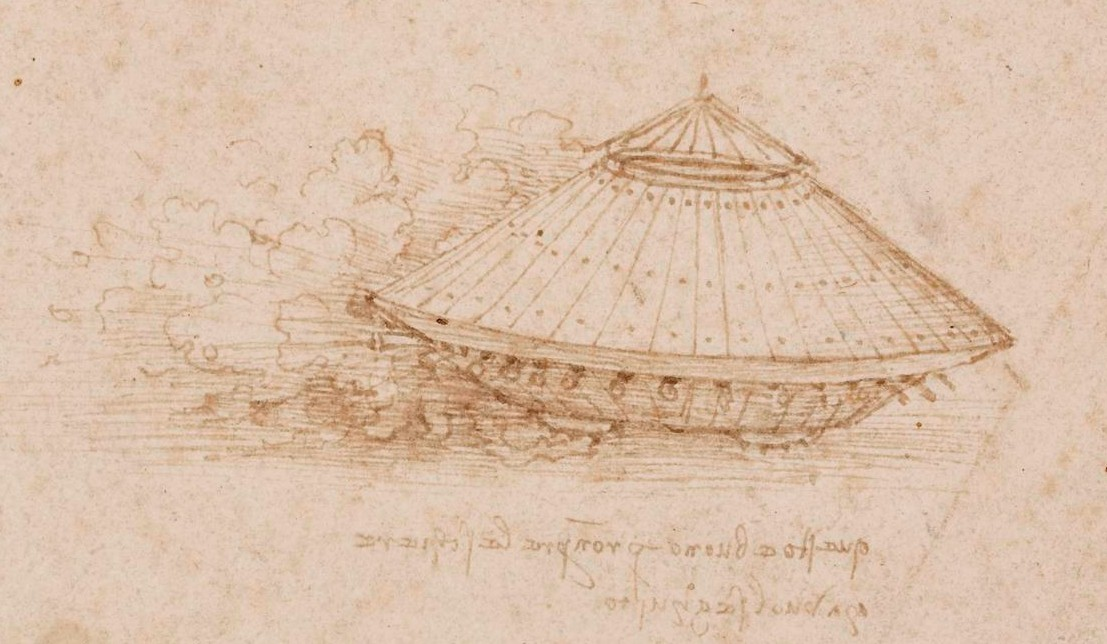
Um tanque de guerra

### Máquinas voadoras

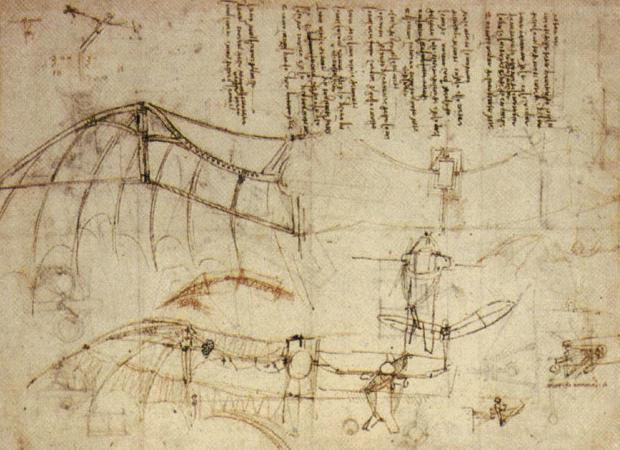
Projeto de uma máquina voadora